# Monica de Meyere
Monica Margareta de Meyere, född 29 augusti 1925 i Stockholm, död 27 februari 1954, var en svensk tecknare.
Hon var dotter till fotografen Jan de Meyere och Ruth Olsson samt syster till Vilmund de Meyere. Hon studerade vid Konstfackskolan och Grafiska institutet i Stockholm och under studieresor till Nederländerna och Tyskland. Efter studierna anställdes hon vid Aftonbladet som tecknare där hon med sin Fia-serie fick en uppskattande läsekrets. Serien var i en dagboksform och beskrev i små humoristiska kommentarer de dagsaktuella händelserna illustrerade med självironiska teckningar. En minnesutställning med hennes teckningar visades på Galerie S:t Lucas 1954 och ett urval av hennes Fia-teckningar gavs ut i bokform Fia. En ritad dagbok av Monica de Meyere. Meyere är representerad vid Nationalmuseum.